# 科馬里夫卡 (阿赫特爾卡區)
50°25′4″N 34°48′42″E / 50.41778°N 34.81167°E
科馬里夫卡（烏克蘭語：Комарівка）是位於烏克蘭東北部的村莊，由蘇梅州奥赫蒂尔卡区的丘帕希夫卡市鎮負責管轄。該村處於布伊梅爾河畔，海拔高度129米，2001年人口84。